# Férez
Férez ist ein Ort und eine aus dem Hauptort sowie mehreren Weilern (pedanías) und Einzelgehöften (fincas) bestehende Gemeinde (municipio) mit 605 Einwohnern (Stand: 2024) im Südwesten der Provinz Albacete in der autonomen Region Kastilien-La Mancha.

## Lage und Klima
Férez liegt inmitten der Berglandschaft der Sierra de Alcaraz ca. 80 km (Fahrtstrecke) südsüdwestlich der Provinzhauptstadt Albacete in einer Höhe von ca. 690 m. Der Río Segura, der die Gemeinde im Norden durchquert, wird hier zur Embalse del Cenajo aufgestaut. Im Winter ist das Klima wegen der Höhenlage durchaus kühl, im Sommer dagegen warm; die geringen Niederschlagsmengen (ca. 467 mm/Jahr) fallen – mit Ausnahme der nahezu regenlosen Sommermonate – verteilt übers ganze Jahr.

## Bevölkerungsentwicklung
| Jahr      | 1970 | 1981 | 1991 | 2001 | 2011 | 2021 |
| Einwohner | 1280 | 1039 | 883  | 793  | 737  | 614  |

## Sehenswürdigkeiten
- Kirche Mariä Himmelfahrt
- Kirche Mariä Rosen